# Ullandhaugtårnet

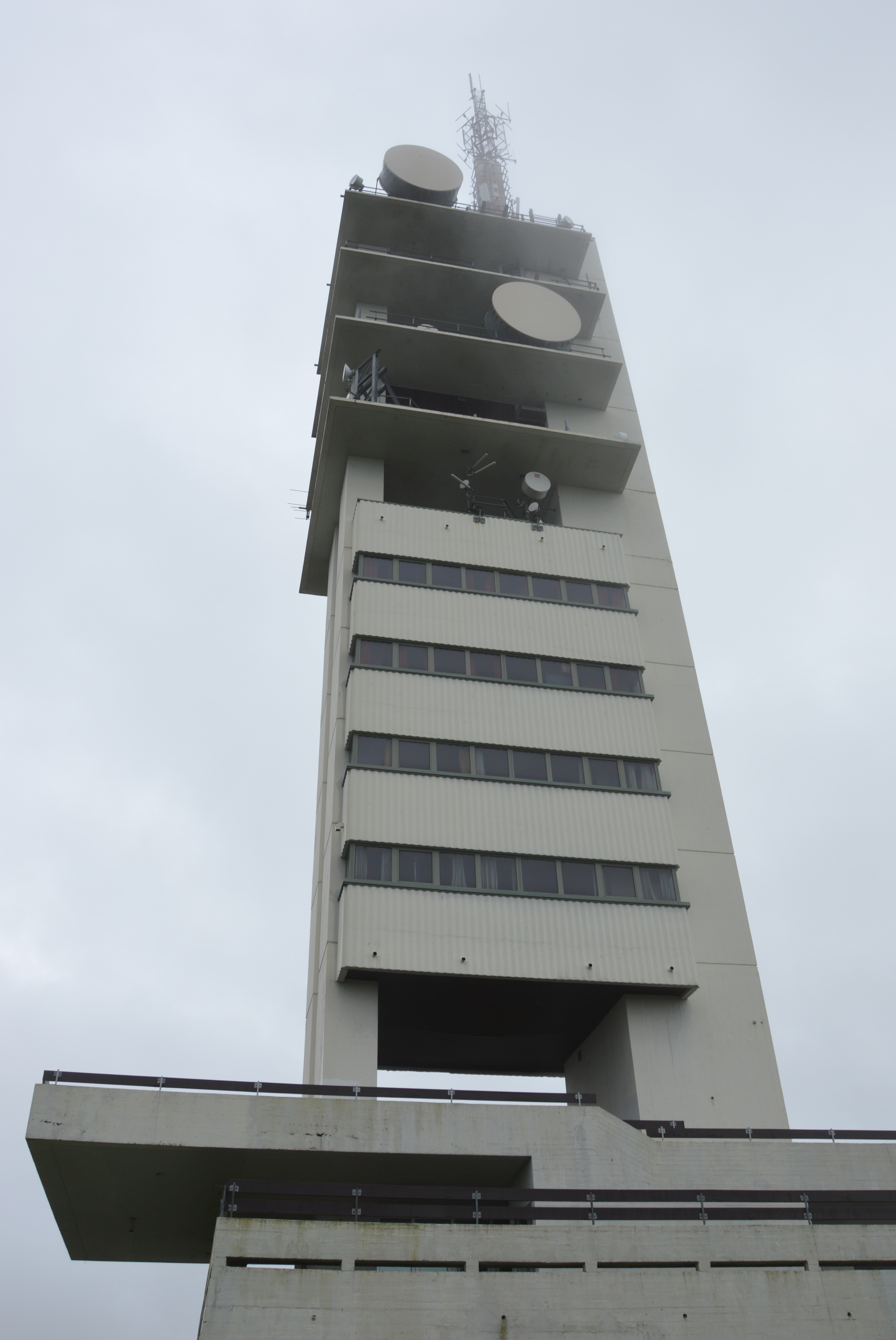
Ullandhaugtårnet

Ullandhaugtårnet ist ein Sendeturm in der norwegischen Stadt Stavanger. 
Er befindet sich westlich von Stavanger auf dem Hügel Ullandhaug im zum Distrikt Sørmarka gehörenden gleichnamigen Stadtteil Ullandhaug. Der Turm steht auf einer Höhe von 135 Metern und ist selbst 64 Meter hoch. Er wurde im Jahr 1964 errichtet und dient als Telekommunikationsturm. Im unteren Bereich des Turms bestehen frei zugängliche Aussichtsplattformen, von denen aus ein weiter Panoramablick auf Stavanger und die Umgebung der Stadt besteht.
Westlich am Fuß des Turms befinden sich 16 auf den historischen Haraldturm zurückgehende Gedenksteine.
Der Turm wird jeweils zu Weihnachten weihnachtlich beleuchtet.